# Pod Smutným koutem
Pod Smutným koutem je přírodní památka ev. č. 1951, která se nachází jižně od obce Čižice a severně od obce Předenice v okrese Plzeň-jih na levém břehu Úhlavy 600 metrů od řeky. Oblastí prochází turistická stezka vedoucí z Čižic. Správa AOPK Plzeň.
Důvodem ochrany je různě stará doubrava s pestrou květenou jako je například ptačinec velkokvětý (Stellaria holostea), svízel lesní (Galium sylvaticum), hrachor jarní (Lathyrus vernus), jaterník trojlaločný (Hepatica nobilis), řimbaba chocholičnatá (Tanacetum corymbosum), lilie zlatohlávek (Lilium martagon), bělozářka liliovitá (Anthericum liliago), ostřice horská (Carex montana), či jetel alpský (Trifolium alpinum). Ve stromovém patře se pak nachází dub letní (Quercus robur), dub zimní (Quercus petraea), borovice lesní (Pinus sylvestris), lípa velkolistá (Tilia platyphyllos), javor mléč (Acer platanoides) a habr obecný (Carpinus betulus).